# عنتيبي
إنتيبي (من اللوغندية e ntebe ومعناها "كرسي")، وسميت أيضا عنتيبي، هي مدينة في أوغندا تقع على ضفاف بحيرة فكتوريا. كانت مقر حكومة البلاد قبل استقلالها عام 1962. تعداد سكانها حوالي 70 ألفا (تقدير 2008)، وقعت بها اتفاقية حوض النيل الجديدة التي تسمح بخفض حصص مصر والسودان من مياه النيل وبها أكبر مطار مدني وعسكري في أوغندا.

## المناخ
يظهر الجدول التالي التغييرات المناخية على مدار السنة لعنتيبي:
| البيانات المناخية لـعنتيبي                                                                                    | البيانات المناخية لـعنتيبي | البيانات المناخية لـعنتيبي | البيانات المناخية لـعنتيبي | البيانات المناخية لـعنتيبي | البيانات المناخية لـعنتيبي | البيانات المناخية لـعنتيبي | البيانات المناخية لـعنتيبي | البيانات المناخية لـعنتيبي | البيانات المناخية لـعنتيبي | البيانات المناخية لـعنتيبي | البيانات المناخية لـعنتيبي | البيانات المناخية لـعنتيبي | البيانات المناخية لـعنتيبي |
| الشهر | يناير                      | فبراير                     | مارس                       | أبريل                      | مايو                       | يونيو                      | يوليو                      | أغسطس                      | سبتمبر                     | أكتوبر                     | نوفمبر                     | ديسمبر                     | المعدل السنوي              |
| --- | -------------------------- | -------------------------- | -------------------------- | -------------------------- | -------------------------- | -------------------------- | -------------------------- | -------------------------- | -------------------------- | -------------------------- | -------------------------- | -------------------------- | -------------------------- |
| الدرجة القصوى °م (°ف)                                                                                         | 31.3 (88.3)                | 31.7 (89.1)                | 30.6 (87.1)                | 30.0 (86.0)                | 28.9 (84.0)                | 27.8 (82.0)                | 28.1 (82.6)                | 28.9 (84.0)                | 29.8 (85.6)                | 29.6 (85.3)                | 31.7 (89.1)                | 29.5 (85.1)                | 31.7 (89.1)                |
| متوسط درجة الحرارة الكبرى °م (°ف)                                                                             | 26.3 (79.3)                | 27.3 (81.1)                | 26.7 (80.1)                | 26.0 (78.8)                | 25.4 (77.7)                | 25.2 (77.4)                | 25.3 (77.5)                | 25.9 (78.6)                | 26.5 (79.7)                | 26.5 (79.7)                | 26.0 (78.8)                | 26.5 (79.7)                | 26.1 (79.0)                |
| متوسط درجة الحرارة الصغرى °م (°ف)                                                                             | 18.0 (64.4)                | 18.3 (64.9)                | 18.5 (65.3)                | 18.4 (65.1)                | 18.0 (64.4)                | 17.8 (64.0)                | 17.2 (63.0)                | 17.4 (63.3)                | 17.4 (63.3)                | 17.7 (63.9)                | 17.9 (64.2)                | 17.8 (64.0)                | 17.9 (64.2)                |
| أدنى درجة حرارة °م (°ف)                                                                                       | 13.0 (55.4)                | 10.7 (51.3)                | 14.4 (57.9)                | 12.2 (54.0)                | 14.3 (57.7)                | 14.0 (57.2)                | 10.0 (50.0)                | 12.0 (53.6)                | 13.2 (55.8)                | 13.9 (57.0)                | 14.3 (57.7)                | 13.8 (56.8)                | 10.0 (50.0)                |
| الهطول مم (إنش)                                                                                               | 86.7 (3.41)                | 84.4 (3.32)                | 184.5 (7.26)               | 264.4 (10.41)              | 253.8 (9.99)               | 116.2 (4.57)               | 72.1 (2.84)                | 77.8 (3.06)                | 79.0 (3.11)                | 127.6 (5.02)               | 171.7 (6.76)               | 120.6 (4.75)               | 1٬638٫8 (64.52)            |
| متوسط أيام هطول الأمطار (≥ 1.0 mm)                                                                            | 7.3                        | 7.3                        | 13.1                       | 16.8                       | 16.2                       | 9.4                        | 6.9                        | 6.3                        | 7.1                        | 10.7                       | 13.6                       | 10.2                       | 124.9                      |
| متوسط الرطوبة النسبية (%)                                                                                     | 76                         | 76                         | 77                         | 79                         | 79                         | 78                         | 77                         | 78                         | 76                         | 75                         | 76                         | 76                         | 77                         |
| ساعات سطوع الشمس الشهرية                                                                                      | 234                        | 204                        | 205                        | 181                        | 191                        | 187                        | 197                        | 194                        | 194                        | 205                        | 202                        | 214                        | 2٬408                      |
| المصدر #1: المنظمة العالمية للأرصاد الجوية                                                                    |                            |                            |                            |                            |                            |                            |                            |                            |                            |                            |                            |                            |                            |
| المصدر #2: الأرصاد الجوية الألمانية (extremes and humidity), Danish Meteorological Institute (sun, 1931–1960) |                            |                            |                            |                            |                            |                            |                            |                            |                            |                            |                            |                            |                            |

## معرض صور

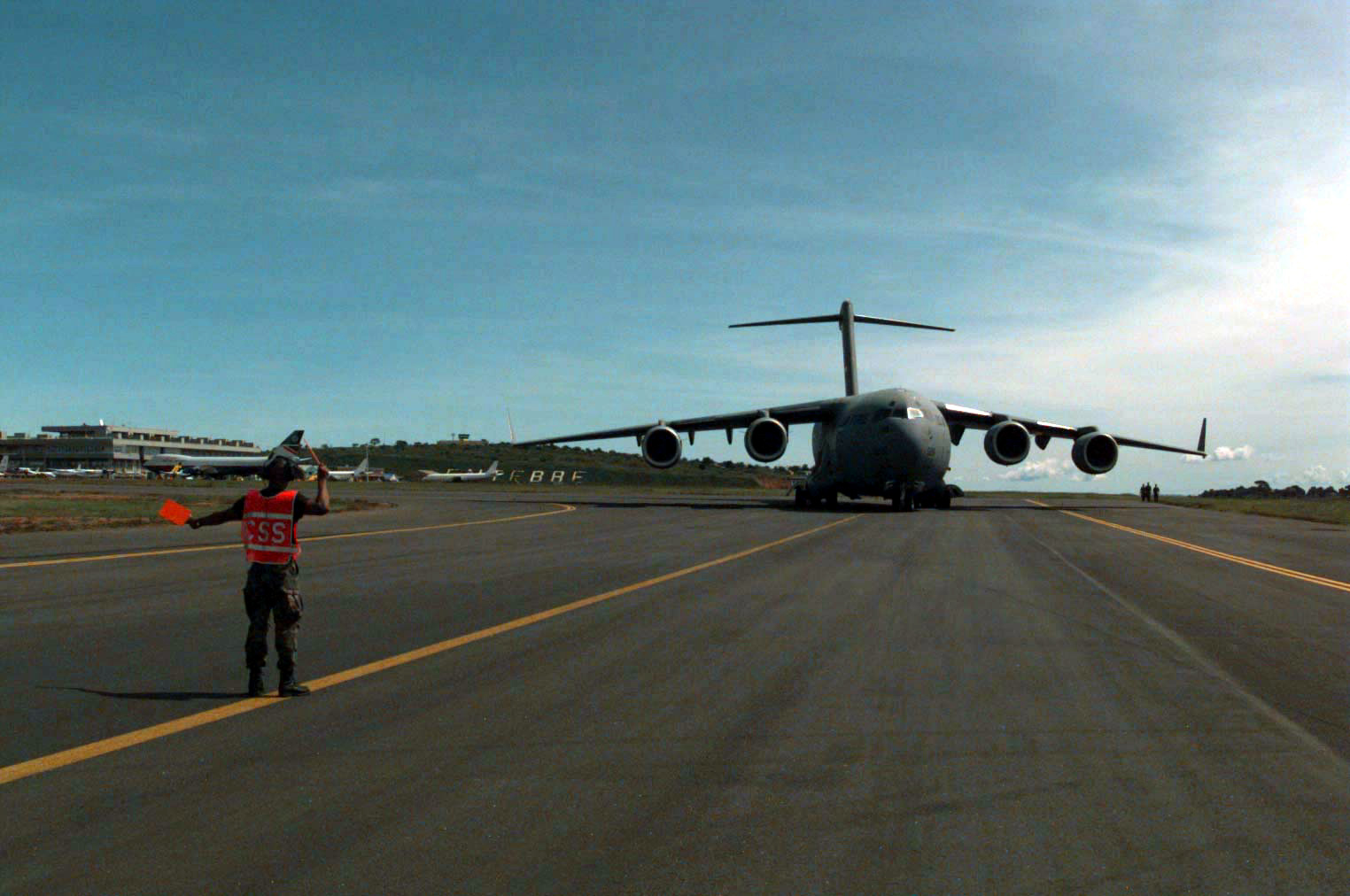
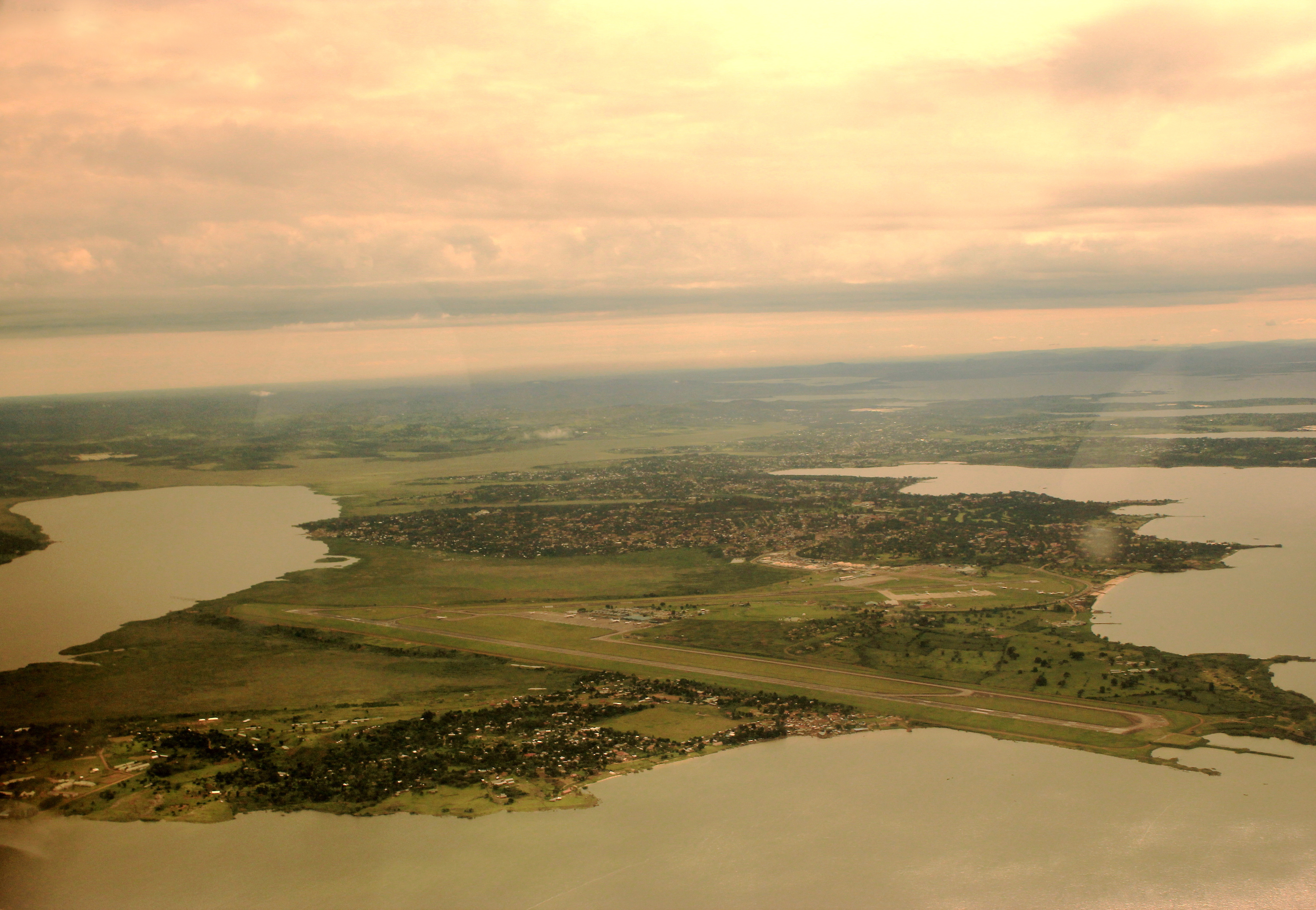
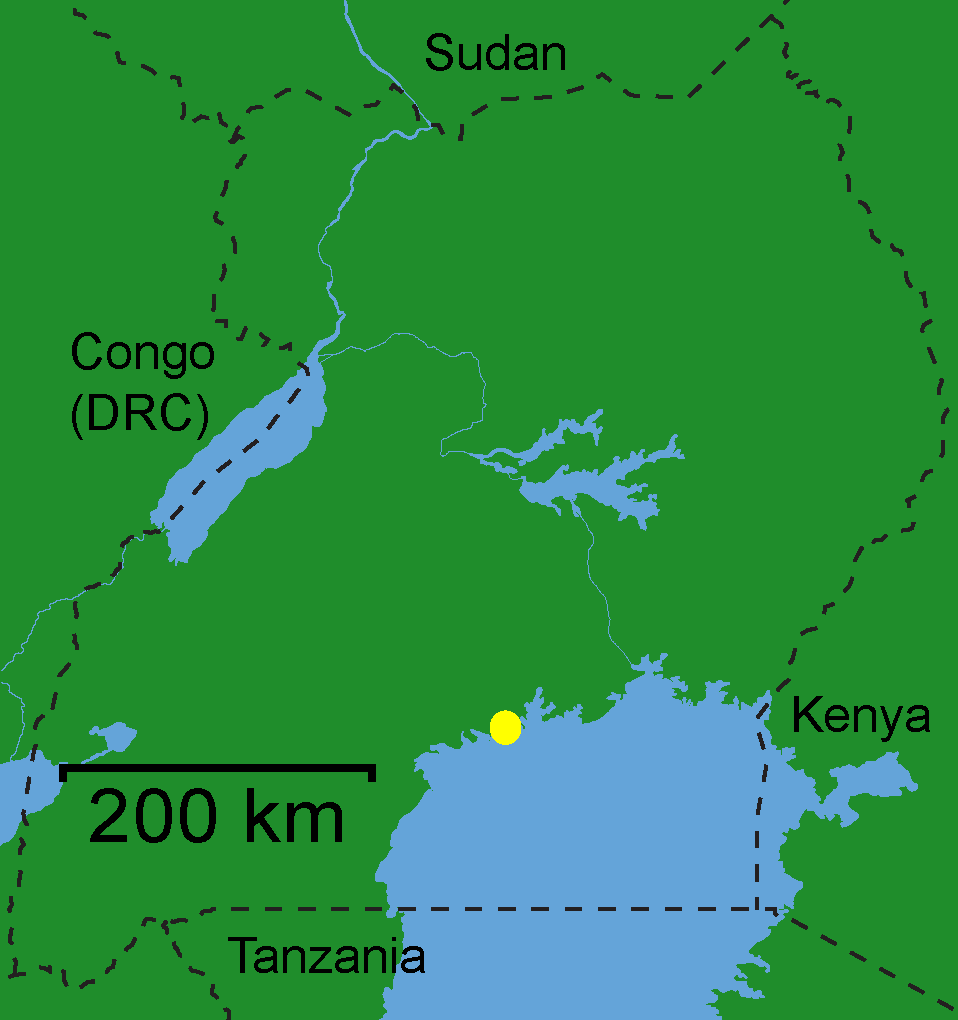
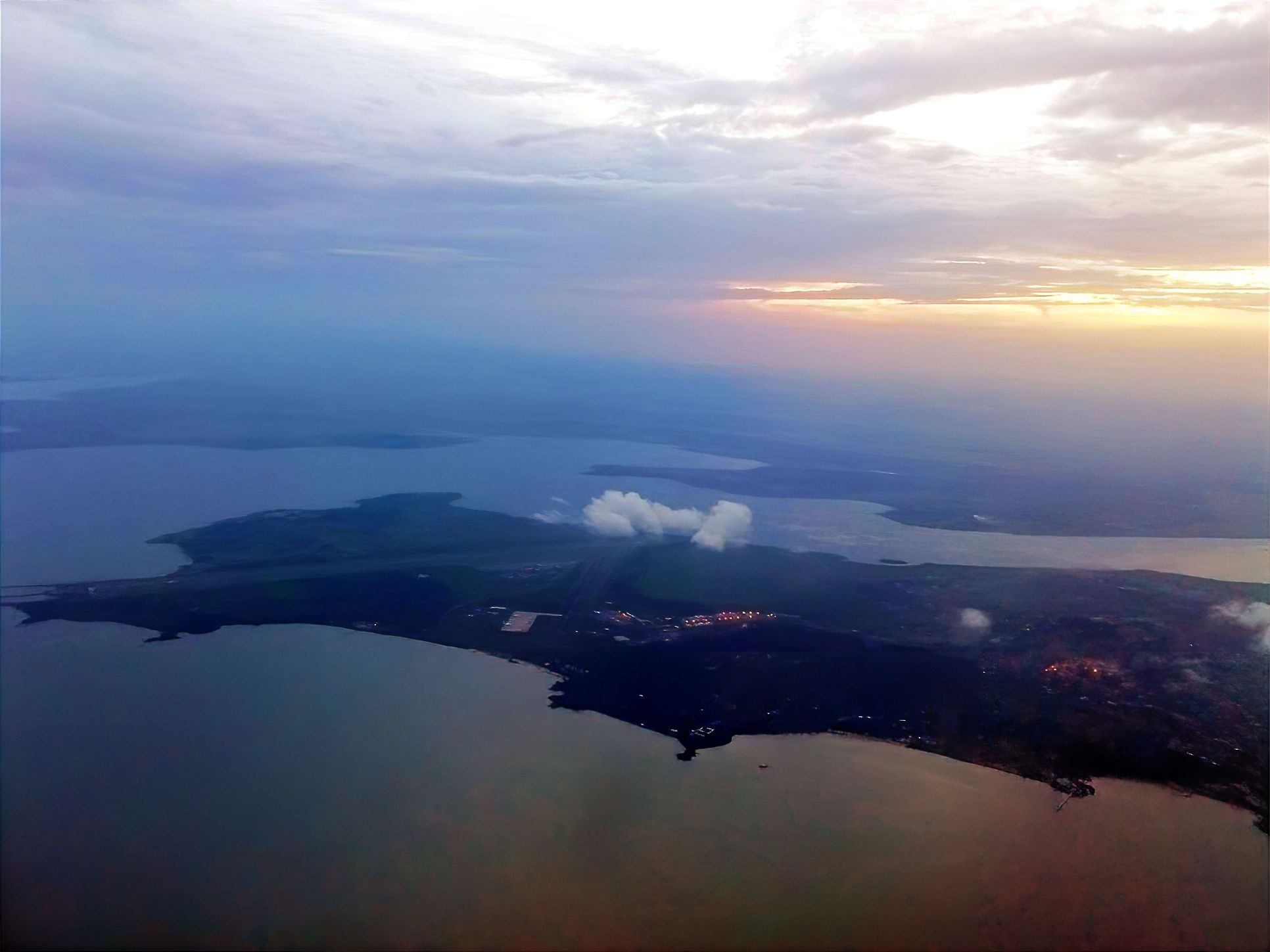

## توأمة
لعنتيبي اتفاقيات توأمة مع كل من:
- عسقلان
- بلدية كالمار (1 مايو 2003 - )

## أعلام
- ويلفريد بوس
- بيتر مايلز
- يوناتان نتنياهو
- بيرجيت كولمان